# Hans-Jürgen Raben
Hans-Jürgen Raben (* 24. August 1943 in Oppeln; † 17. Oktober 2023) war ein deutscher Autor auf den Gebieten Krimi, Horror und Science-Fiction.

## Leben
Hans-Jürgen Raben arbeitete als Rundfunkjournalist sowie als PR-Manager in der Abteilung Industriepolitik und Öffentlichkeitsarbeit eines Hamburger Industriebetriebs, bis er 2003 in den Ruhestand ging.

## Werke (Auswahl)
Science-Fiction:
- Krieg der Geschlechter, Heyne, München 1984. ISBN 3-453-31003-9.
- Der Frankenstein-Komplex. Science-Fiction-Kurzgeschichten, Frieling Verlag, Berlin 1995,  ISBN 3-89009-882-7.

Für seine Kriminal- und Horror-Romane benutzte Hans-Jürgen Raben verschiedene Pseudonyme, wie z. B. Steve McCoy
Horror (als Miles Greene):
- Parasiten der Hölle, Pabel, Rastatt 1979 (Vampir-Taschenbuch, Bd. 77)
- Wölfe der Finsternis, 1979 (Vampir-Horror-Roman, Bd. 300)
- Dämonen der Tiefe, 1979 (Vampir-Horror-Roman, Bd. 302)
- Die Tigerfrau, 1979 (Vampir-Horror-Roman, Bd. 305)
- Die Stunde der Insekten, 1979 (Vampir-Horror-Roman, Bd. 331)